# B’Elanna Torres

B’Elanna Torres

B’Elanna Torres a Star Trek: Voyager című amerikai tudományos-fantasztikus televíziós sorozat egyik szereplője. A USS Voyager űrhajó főgépésze. Roxann Dawson alakítja.

## Áttekintés
B’Elanna Torres a Föderáció egyik távoli kolóniáján, a Kessik IV-en született emberi apa, és klingon anya gyermekeként. 5 éves korában szétesett a családja, amikor anyja visszatért a Klingon Birodalomba, apja pedig a Földre. Gyermekkorában sok problémája adódott agresszív kirobbanási miatt, egyszer még egyik iskolatársát, Daniel Byrd-t is megtámadta. Későbbi tanulmányait a Csillagflotta Akadémián folytatta, ahol romantikus kapcsolatba került Max Burke-kel, akivel a szakításuk után csak jóval később, a Delta kvadránsban, a USS Equinox fedélzetén találkoztak.  
Az Akadémia fegyelmét nem volt képes megszokni, így a második év után kénytelen volt elhagyni a Csillagflottát. A kardassziaiak ellen érzett mély gyűlölete miatt beállt a Maquisba, és Chakotay főmérnöke lett. Egy alkalommal, amikor egy kardassziai hadihajó támadása elől a Vadvidékre menekültek, a Gondviselő nevű idegen életforma a Delta kvadránsba ragadta el hajójukat. Hamarosan a USS Voyager is megérkezett utánuk, így a Maquis hajó pusztulása után a két hajó legénysége egyesült, és B’Elanna a Voyager gépésze lett. 
A Voyageren eleinte nehezen tudta ismét elfogadni a Csillagflotta egyenruháját, illetve Janeway kapitány erős vezetési stílusát. Nagyon hamar megszegte a kapitánya parancsát, amikor hajójuk a Sikaris bolygó közelében haladt el, melynek lakói egy térvetődésjáró segítségével a galaxis több pontjára is gyorsan el tudnak jutni. Miután a sikarisi törvények tiltották a technológia átadását, így B’Elanna néhány tiszttársával együtt megszerezte a technológiát. Kísérletük azonban kudarcba fulladt, mert nem tudták integrálni a technológiát a Voyager rendszereibe. 
Egy alkalommal a vidiianok rabolták el, mert egyik tudósuk úgy vélte, hogy a klingon DNS elvezethetne a hírhedt „Kór” elleni gyógyszer megalkotásához. E kísérlet jegyében egy teljesen ember és egy teljesen klingon részre bontották szét. Ekkor értette meg először, hogy pozitívumai is vannak klingon örökségének. A vidiiánoktól való szökésük közben a klingon B’Elanna halálos sebet kapott egy energiafegyver által és meghalt, de az emberi Torres Voyagerre való visszatérés után a Doktor helyre tudta állítani eredeti, félig klingon, félig emberi DNS-ét.
Később, amikor a vulkáni mérnök, Vorik a pon farr befolyása miatt kinyilvánítja, hogy párosodna vele, akkor Tom Paris segítségével egy távolabbi bolygón szertartásos csatában segítenek Voriknak ösztöneit leküzdeni. E kaland alkalmával azonban B’Elanna rádöbben Paris iránti érzelmeire, és amikor egyik közös küldetésük alkalmával az űrkompjuk megsemmisül, és ők űrruhában lebegnek, nem remélve már a megmenekülésükben, megvallják érzelmeiket egymás iránt. Megmentésük után szerencsésen kibontakozik a szerelmük. Érzelmeinek kifejezése azonban megnyitja a kaput sötét oldala előtt: szörnyű veszélyeket vállal a holofedélzeten, míg végül megtanulja elfogadni mások segítségét is.
Hamarosan összeházasodnak Tom Parisszel, és teherbe esik. B’Elanna saját fájdalmas gyermekkori emlékeiből kiindulva, megpróbálja a születendő gyermek génállományát módosítani. Ráadásul attól is fél, hogy férje ugyanúgy el fogja őt hagyni, mint az apja, de Paris szeretetével és megértéssel eléri, hogy képes lesz elfogadni önmagát és gyermekét is. Bár a születendő gyermekük csak negyed részben klingon, de egy nemzedékek óta a Delta kvadránsban tartózkodó klingon hajó utasai a Messiásuknak tartják, aki békét fog hozni a Klingon Birodalomban és vallásos tisztelettel közelednek hozzájuk. Végül a klingonokat letelepítik egy lakatlan bolygón, de Torresben feltámad az érdeklődés klingon öröksége iránt is. Amikor a Voyager egy borg transztérjáratban halad az Alfa kvadráns felé, megszületik kislányuk, Miral.

## Érdekességek
- A karaktert alakító Roxann Dawson a sorozat alatt két epizódban látható a klingon-smink nélkül: a Faces és az Author, Author-ban.
- Kökényessy Ági a magyar hangja a sorozat teljes 7 évada alatt.